# ジェイアール東海物流

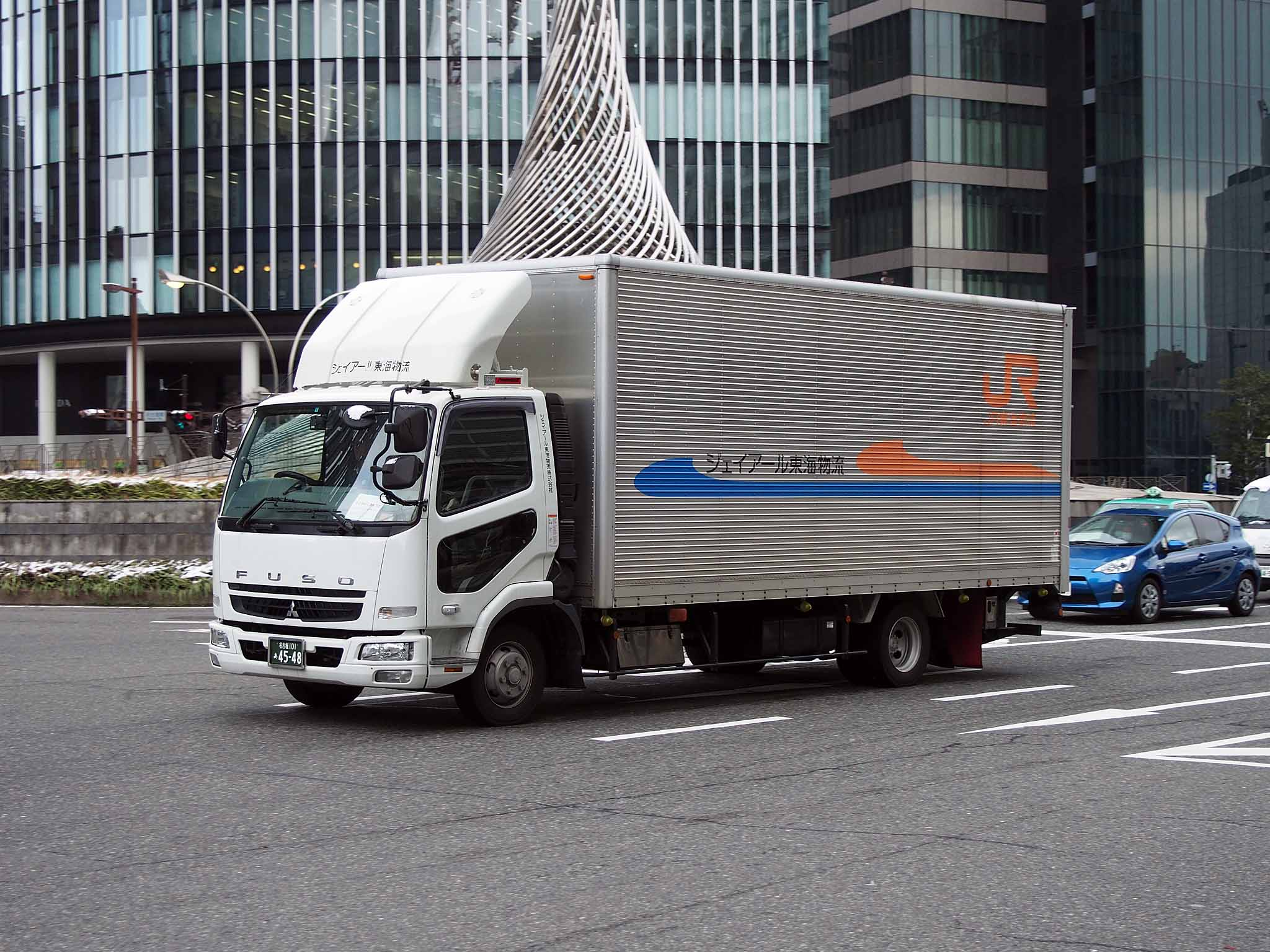
ジェイアール東海物流のトラック
（三菱ふそう・ファイター）

ジェイアール東海物流株式会社（ジェイアールとうかいぶつりゅう、英:  JR TOKAI LOGISTICS COMPANY）は、東海旅客鉄道(JR東海)の子会社（連結子会社）。
主にJR東海グループ向けの鉄道資機材運送業務、倉庫管理業務、駅構内物流業務、東海道新幹線を活用した貨客混載（「東海道マッハ便」）のほか、ジェイアール名古屋タカシマヤの百貨店物流業務、JR東海グループ・一般会社の社員の引っ越し・事務所移転業務を行っている。 

## 事業所
- 本社
- 東京支店
- 駅物流東京営業所（東京駅内）
- 駅物流品川営業所（品川駅JR東海品川ビル）
- 東京引越・物流センター
- 大井営業所
- 駅物流新横浜営業所（キュービックプラザ新横浜内）
  - 小田原派出（小田原駅内）
  - 熱海派出（ラスカ熱海内）
- 静岡営業所
- 駅物流静岡営業所
  - 浜松派出
- 浜松工場営業所（東海旅客鉄道浜松工場内）
- 名古屋営業所
- 名古屋工場営業所（東海旅客鉄道名古屋工場内）
- 駅物流名古屋営業所（JRセントラルタワーズ）
- 名古屋流通センター
- 名古屋引越センター
- JRTT店舗営業所（JRセントラルタワーズ）
- 鳥飼営業所（鳥飼車両基地内）

## 労働組合
- ジェイアール東海物流労働組合（JR東海グループ労働組合連合会）